# Dekret kutnohorský
Dekret kutnohorský je listina vydaná 18. ledna 1409, která umožnila českému živlu ovládnout pražskou univerzitu změnou poměru hlasů univerzitních národů.
Hlavním hybatelem byl král Václav IV., který chtěl získat od univerzity podporu pro koncil v Pise, kde chtěl vyřešit papežské schizma a potvrdit svou císařskou korunu. Důsledkem byl odchod německy hovořících profesorů a studentů, kteří odporovali králi a také Husově příklonu k Viklefově reformě. Pouhých 60 let od založení univerzity to vedlo k úpadku univerzity.

## Obsah dekretu
Dokument vznikl za panování Václava IV., na jeho vzniku se podílel především Jan Hus, Jeroným Pražský a Jan z Jesenice, přední členové reformní skupiny na univerzitě. Podle dekretu obdržel český univerzitní národ (lat. Natio) na univerzitě tři hlasy, ostatní studentské národy (saský, bavorský a polský) jeden.
Dekret se týkal pouze třífakultního učení, nikoli právnické části univerzity.

## Kontext

### Univerzitní národy

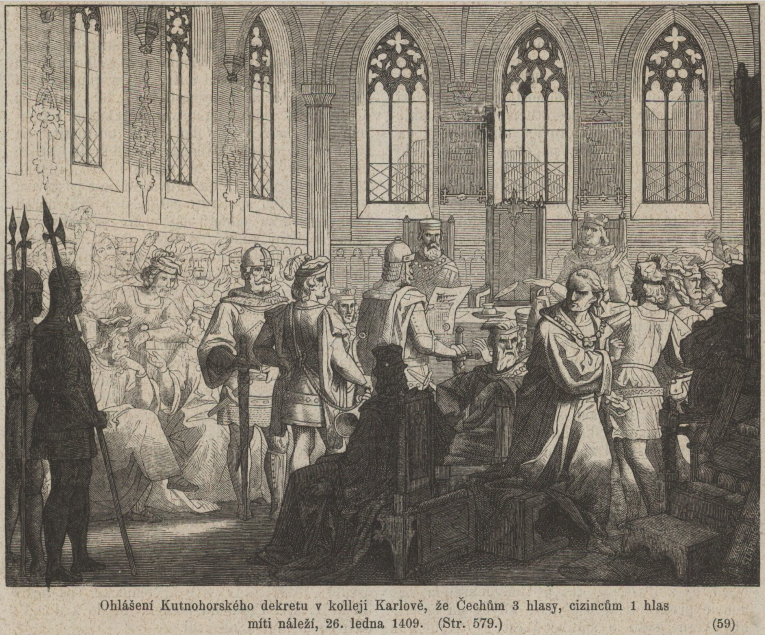
Ohlášení Dekretu kutnohorského na Karlově koleji 26. ledna 1409 (Česko-moravská kronika, 1868)

Univerzitní národy ve středověku byly spolky sdružující studenty a eventuálně profesory podle země jejich původu. Identifikace tedy byla regionální, a ne jazyková či nacionální, jak ji chápeme od dob nacionalismu v 19. století. Český národ na pražské univerzitě zahrnoval všechny studenty a profesory pocházející z Čech, Moravy (tedy i německy hovořící), Uher a Sedmihradska.[zdroj?]

### Spor o Viklefovy spisy
Za dob husitství rozdělila diskuse o Viklefových spisech univerzitu na skupinu českých mistrů kolem Husa, kteří byli pro reformu, a na zahraniční (zvláště německé) profesory, kteří byli proti ní. Roku 1403 byl většinou německých hlasů vydán zákaz Viklefova učení – bylo prohlášeno za kacířské. Napětí mezi reformní skupinou složenou především ze členů českého národa a ostatními mistry a studenty nadále rostlo a přeměnilo se v otevřený boj o vliv na univerzitě.

### Spor o koncil v Pise
Na jaře roku 1408 se konečně kardinálové dohodli na svolání koncilu do Pisy, kde se mělo vyřešit papežské schizma. K Pise upjal své naděje i Václav IV., který doufal, že se zde (skrze osobu nově zvoleného papeže) vyřeší i problém jeho znovuzískání titulu římského krále, kterým se od roku 1402 tituloval i Ruprecht Falcký. Na koncil byl pozván král Václav IV., arcibiskup pražský a také rektor pražské univerzity.
Protože se pražský arcibiskup Zbyněk Zajíc z Hazmburka, stejně tak jako Ruprecht Falcký stavěl na stranu římského papeže Řehoře XII., požádal Václav IV. univerzitu, aby se k účasti na koncilu v Pise vyjádřila. Doufal, že podporou vážené instituce posílí svůj hlas během následujících jednání. Problémem se ukázal postoj právě německých mistrů a studentů ze Saska a Bavorska, kteří se ocitli v těžké situaci. Studovali sice v Praze, ale po ukončení studia měli s největší pravděpodobností směřovat do Německa, kde by se svým vzděláním mohli najít uplatnění. Zde by se ocitli pod pravomocemi Ruprechta Falckého, který jim nyní začal vyhrožovat, že pokud se univerzita postaví na stranu Václava IV., budou muset v budoucnu počítat s následky. Dalším důležitým aspektem věci byl fakt, že kancléřem univerzity byl pražský arcibiskup, který také odporoval svolání koncilu.

### Sepsání Dekretu
Této situace tedy využila reformní skupina a její zástupci Jeroným Pražský a právník Jan z Jesenice (Hus se jednání neúčastnil, protože v té době byl nemocný) odjeli do Kutné Hory (resp. na Točník), kde v té době panovník pobýval a pokusili se získat, co se jen dalo. Jestli myšlenka dekretu měnícího hlasy na univerzitě pocházela od českých mistrů či od samotného panovníka, zůstává dodnes sporné. V pramenech se někdy uvádí, že mistři „byli překvapeni“ a z toho se vyvozuje, že se jednalo o okamžitě uskutečněný popud samotného Václava.[zdroj?]

## Důsledky

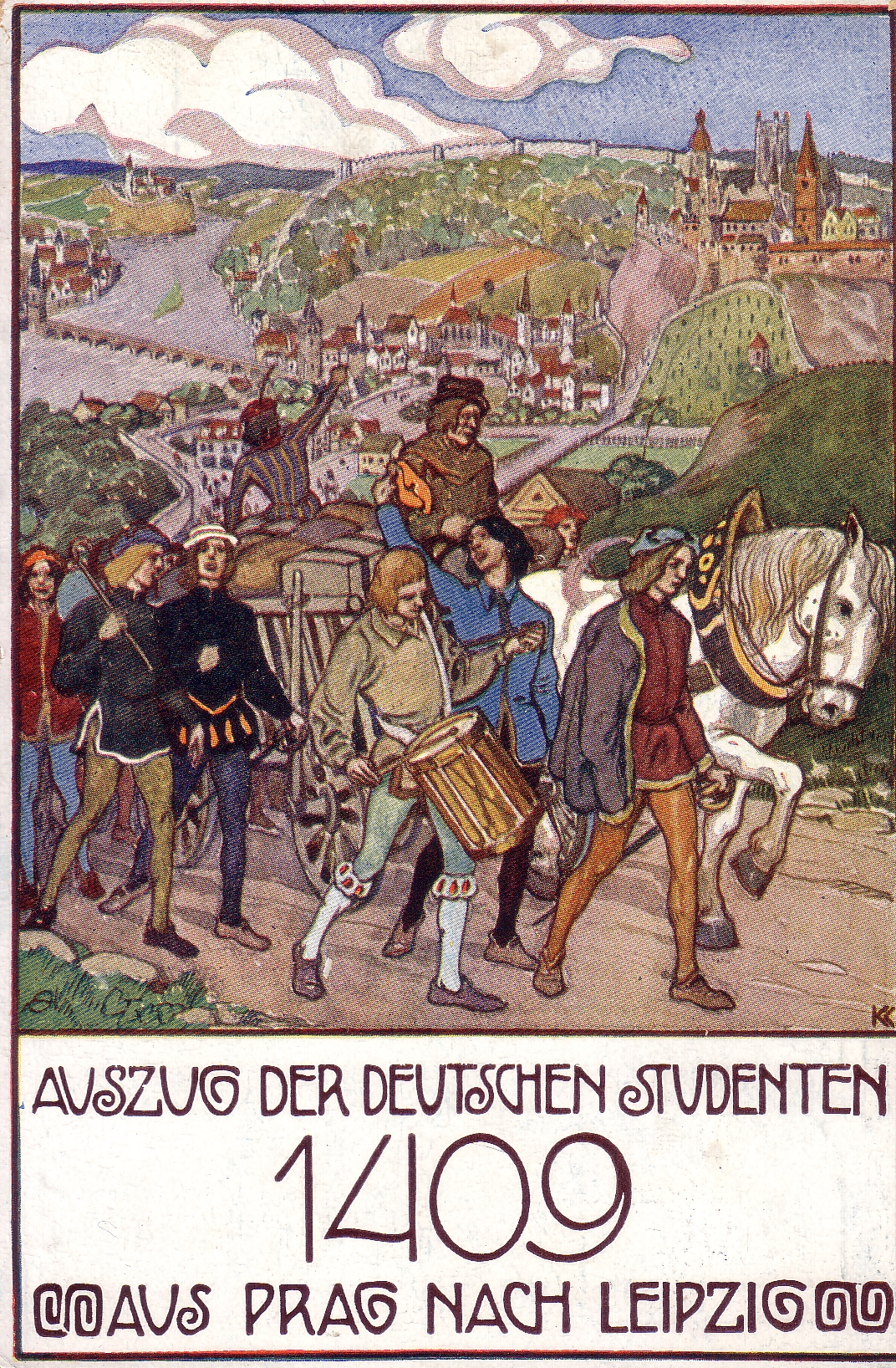
Odchod německých studentů
z Prahy do Lipska (pohlednice
z počátku 20. století)

### Odchod většiny učenců
Do konce roku 1409 opustilo univerzitu skoro 2000 profesorů a studentů, kteří zamířili založit novou univerzitu v Lipsku, nebo se usadili na univerzitách v Vídni, Krakově, Heidelbergu, Kolíně nad Rýnem či Erfurtu. Solidárně odešla i řada právníků, přestože se jejich univerzity dekret netýkal. Došlo tudíž k počeštění pražské univerzity a k okamžitému úbytku asi o 80 % členů akademické obce.[zdroj?]

### Ztráta mezinárodního postavení
Kvůli masivnímu úbytku akademické obce se z mezinárodní univerzity stala pouze lokální instituce. Přitom Václavův otec Karel IV. zakládal po vzoru prestižní univerzity v Paříží dle univerzalistických principů: „Studenti a učitelé se dělili do čtyř národů podle regionálního principu. Ale právě zde je jeden z klíčových momentů: jednotlivé národy byly určeny opravdu na územním principu, nikoliv na základě jazyka daného společenství. Pražská Univerzita Karlova plnila také funkci vysokého učení pro německé oblasti říše a připomeňme si císařský titul Karla IV., který měl pochopitelný zájem na její mezinárodní prestiži.“

### Václav IV. oslabil svou pozici
Král Václav IV. svých cílů nedosáhl kvůli kritice vypuzených mistrů, kteří „vyvolali proti českému království (především v německých zemích Římské říše) nenávistnou kampaň, která ovlivnila nezájem o studium i o vědecké působení v Praze. A podryla ovšem také už tak vratkou mezinárodní pozici českého krále, takže hlavní důvod, proč na požadavky českých mistrů přistoupil, se ukázal jako naprosto špatná kalkulace.“

### Příklon k husitství
Dominance českého vlivu na univerzitě umožnila i příklon k husitství, což se ovšem univerzitě v době husitských válek a po nich nevyplatilo: 
| „                      | ...univerzita od r. 1415, kdy se postavila proti radikálním Táboritům, postupně ztrácela vliv i vědeckou autoritu. Přicházela o jednu fakultu za druhou: v r. 1419 o teologickou, v r. 1436 o právnickou, později zanikla lékařská fakulta a zůstala jen filosofická. V r. 1556 byla založena konkurenční jezuitská univerzita, kde Češi nejen neměli tři hlasy, ale dokonce ani jeden, a navíc ani žádného profesora. | “ |
| — Jaroslav Fiala, ČT24 | |   |

## Interpretace
Během národního obrození v 19. století došlo v německé i české společnosti k reflexi dosavadní interpretace významu Dekretu. V době česko-německého zápasení se z dokumentu, který vedl k úpadku univerzity, se pro část české společnosti stal pozitivní symbol odporu českého národa vůči německému. Na tuto nacionalistickou tradici navázal i komunistický režim v 50. letech, který pozitivně interpretoval následnou radikální husitskou revoluci Husitských válek.

## Odraz v kultuře
- novela Dekret kutnohorský Josefa Kajetána Tyla z roku 1841. Dostupné online